# Atomic Monster
Atomic Monster ist eine US-amerikanische Filmproduktionsgesellschaft, die von James Wan im Jahr 2014 gegründet wurde.

## Geschichte
James Wan gründete die Firma im Oktober 2014 und unterschrieb einen Produktionsvertrag mit den Filmstudios New Line Cinema und Warner Bros. Pictures.
Am 12. August 2016 schloss das Unternehmen einen Entwicklungsvertrag mit dem chinesischen Unternehmen Starlight Media ab, um die Finanzierung von Filmen mit einem Budget von bis zu 100 Millionen US-Dollar zu unterstützen.
Am 16. November 2022 wurde bekannt gegeben, dass das Unternehmen Gespräche über eine Fusion mit Blumhouse Productions führt, wobei das Unternehmen einen gemeinsamen First-Look-Deal mit Universal Pictures hat. Die Unternehmen würden weiterhin als separate Labels agieren, wobei jedes seine eigene kreative Autonomie und Markenidentität behält. Das Unternehmen nutzt die bestehende Blumhouse-Infrastruktur, um seine Aktivitäten in den Bereichen Film, Fernsehen und neue Content-Bereiche wie Horror-Videospiele, Live-Unterhaltung und Audio weiter auszubauen. Am 2. Januar 2024 wurde die Zusammenschließung der beiden Firmen abgeschlossen.

## Filmografie

### Filme
- 2014: Annabelle (Regie: John R. Leonetti)
- 2016: Conjuring 2 (The Conjuring 2, Regie: James Wan)
- 2016: Lights Out (Regie: David F. Sandberg)
- 2017: Annabelle 2 (Annabelle: Creation, Regie: David F. Sandberg)
- 2018: The Nun (Regie: Corin Hardy)
- 2019: Lloronas Fluch (The Curse of La Llorona, Regie: Michael Chaves)
- 2019: Annabelle 3 (Annabelle Comes Home, Regie: Gary Dauberman)
- 2021: Mortal Kombat (Regie: Simon McQuoid)
- 2021: Malignant (Regie: James Wan)
- 2021: Conjuring 3: Im Bann des Teufels (Regie: Michael Chaves)
- 2021: JEMAND ist in deinem Haus (There’s Someone Inside Your House, Regie: Patrick Brice)
- 2022: M3GAN (Regie: Gerard Johnstone)
- 2023: The Nun II (Regie: Michael Chaves)
- 2023: Aquaman: Lost Kingdom (Aquaman and the Lost Kingdom, Regie: James Wan)
- 2024: Night Swim (Regie: Bryce McGuire)
- 2025: The Monkey (Regie: Oz Perkins)
- 2025: M3GAN 2.0 (Regie: Gerard Johnstone)

### Fernsehserien
- 2016–2021: MacGyver
- 2019: Swamp Thing
- 2021: Aquaman: King of Atlantis
- 2021: Ich weiß, was du letzten Sommer getan hast
- 2022: Archive 81
- 2022: Samurai Rabbit: Die Usagi-Chroniken